# Chrysobothris kucerai
Chrysobothris kucerai es una especie de escarabajo del género Chrysobothris, familia Buprestidae. Fue descrita científicamente por Barries en 2008.